# Trachylepis capensis
Trachylepis capensis (Gray, 1831) è un sauro della famiglia Scincidae, endemico dell'Africa australe.

## Distribuzione e habitat
Questa specie è diffusa in Sudafrica, Swaziland, Namibia, Botswana, Zimbabwe e Zambia.
Spesso viene avvistato in giardini situati in ambienti urbani.